# Haplothrips malifloris
Haplothrips malifloris är en insektsart som beskrevs av Ian A. Hood 1916. Haplothrips malifloris ingår i släktet Haplothrips och familjen rörtripsar. Inga underarter finns listade i Catalogue of Life.